# 4L60E
Das 4 L60-E (und das ähnliche 4 L65-E) ist eine Reihe von 4-Gang-Automatikgetrieben der General Motors Corporation. Konzipiert wurde das Getriebe für längs eingebaute Motoren. Es ist eine Weiterentwicklung des Turbo-Hydramatic 700R4, die ursprünglich im Jahr 1982 produziert wurden.
4L60-E und 4L65-E sind von Toledo Getriebe in Toledo (Ohio) und von Romulus Transmission in Romulus (Michigan) und Ramos Arizpe (Mexiko) gebaut worden.
Die Getriebe der 4L60-E-Familie verwenden 2 Schaltmagnetventile (Solenoids), die zunächst als Solenoid A & Solenoid B bezeichnet wurden. Dies wurde später zu Solenoid 1-2 & 2-3 geändert, um den OBD II (On Board Diagnostics Revision 2) Regelungen zu entsprechen. Durch Aktivierung bzw. Deaktivierung der Solenoide in einem durch das PCM vorbestimmten Muster können 4 verschiedene Übersetzungsverhältnisse gewählt werden. Das Schaltmagnet-Muster, welches manchmal auch als Magnetventil-Zündfolge bezeichnet wird, ist wie folgt:
|         | 1-2 Solenoid | 2-3 Solenoid |
| 1. Gang | an           | an           |
| 2. Gang | aus          | an           |
| 3. Gang | aus          | aus          |
| 4. Gang | an           | aus          |

Es gibt zwei Getriebevarianten, die für unterschiedliche Belastungen ausgelegt sind. Die beiden Getriebevarianten unterscheiden sich vor allem durch die Anzahl der Ritzel in ihren Planetengetrieben. Das 4L60-E verfügt über vier, während das 4L65-E fünf hat. Andere Bauteile des 4L60-E wurden verstärkt, als das 4L65-E eingeführt wurde. Diese wurden in das 4L60-E im Jahr 2002 übernommen.
| 1     | 2     | 3     | 4     | R    |
| ----- | ----- | ----- | ----- | ---- |
| 3.059 | 1.625 | 1.000 | 0.696 | 2.29 |

## 4L60-E
Nach der neuen Namenskonvention von General Motors wurde das THM700 in „4L60“ umbenannt. Die elektronische Version heißt 4L60-E (RPO M30). Die Umbenennung wurde schrittweise vorgenommen. Beginnend 1993 für Lkw, Vans und SUVs, dann 1994 für Personenkraftwagen mit Heckantrieb.
1996 wurde die „Bolt-on“-Getriebeglocke für S-10 Trucks und S-10 Blazer und 1998 für alle anderen Anwendungen abgeschafft.
Ab 1998 wurde ein neuer 300 mm Drehmomentwandler mit höherer Kapazität verbaut.
Das 4L60-E ist bis zu einem Drehmoment von 488 Nm ausgelegt.
Anwendungen:
- Buick Rainier
- Buick Roadmaster 1994–1996
- Cadillac Escalade
- Cadillac Brougham 1991–1992
- Cadillac Fleetwood 1994–1996
- Chevrolet Astro
- Chevrolet Avalanche 2002–2008
- Chevrolet S-10 Blazer
- Chevrolet Camaro 1994–2002
- Chevrolet Caprice 1994–1996
- Chevrolet Colorado
- Chevrolet Corvette 1994–2004
- Chevrolet Express
- Chevrolet Impala SS 1994–1996
- Chevrolet S-10
- Chevrolet Silverado 1500–2500 (2500 mit 6-Loch Achse)
- Chevrolet SSR
- Chevrolet Suburban
- Chevrolet Tahoe
- Chevrolet TrailBlazer
- GMC Canyon
- GMC Envoy
- GMC Safari
- GMC Savana
- GMC Sierra 1500–2500 (2500 mit 6-Loch Achse)
- GMC Sonoma
- GMC Yukon
- GMC Yukon XL Denali
- GMC Vandura ab 1993
- Holden Commodore (Holden VR Commodore | VR, Holden VS Commodore | VS, Holden Commodore VT | VT, Holden Commodore VX | VX, Holden Commodore VY | VY, Holden Commodore VZ | VZ, Holden VE Commodore | VE) 1993-heute
- Holden Caprice (VR, VS, WH, WK und WL) 1994–2006
- Pontiac Firebird 1994–2002
- Pontiac GTO 2004

## 4L65-E
Eine aktualisierte Baureihe des 4L60-E, das 4 L65-E (RPO M32) wurde ab Modelljahr 2001 am 6,0l-Vortec-Motor verbaut. Es verfügt über fünf Ritzel im vorderen und hinten Planetengetriebe und eine weitere 3/4 Kupplung. Zusammen mit der verbesserten, induktiv gehärteten Getriebeeingangswelle wurde die Belastbarkeit auf ein Drehmoment von 515 Nm erweitert.
Anwendungen:
- 2005 Corvette C6
- Cadillac Escalade
- Cadillac Escalade EXT
- Chevrolet Silverado SS
- GMC Sierra Denali
- GMC Yukon Denali
- Hummer H2
- Holden Crewman nur 2004
- Holden One Tonner nur 2004
- 2005–2006 Pontiac GTO (M32, 3.46:1 Achsantrieb)
- 2002 Isuzu Axiom